# Jean Hagborg
Jean Hagborg, född 15 juli 1892 i Paris, död 2 februari 1929 i Paris, var en svensk målare och illustratör.
Han var son till August Hagborg och Gerda Göthberg. Efter avlagd studentexamen i Stockholm studerade han ekonomi för att arbeta inom banktjänstemannabanan, då hans far inte ville att sonen skulle arbeta med konst. Tillsammans med sin svåger Alexandre de Dardel grundade han bankirfirman Dardel & Hagborg i Stockholm. Men hans konstintresse mognade fram och han bestämde sig för att på allvar studera måleri. Han for till Paris där han studerade konst vid Académie Julien. Som illustratör medverkade han i Göteborgs Handels- och sjöfartstidning och Svenska Dagbladet samt Bror Centervalls franska brev. Som stafflikonstnär målade han porträtt och landskapsbilder i olja. Han var en av de mest upptagna kavaljererna i den svenska Pariskolonin. Hagborg är begravd på Norra begravningsplatsen utanför Stockholm.